# Evelio Díaz y Cía
Evelio Díaz y Cía nació el 17 de febrero de 1902 en la ciudad de San Cristóbal, antiguo municipio de Pinar del Río, hoy perteneciente a Provincia de Artemisa, Cuba. 
Fueron sus padres el profesor Arturo Díaz y Díaz, natural de Los Palacios y Francisca Cía y López, natural de San Cristóbal. Fue bautizado en la iglesia parroquial de su pueblo natal el 7 de febrero de 1903 por el P. Marcelino Herrero y de Dios.

## Educación
Obtuvo una beca de gracia para realizar los estudios eclesiásticos el 20 de agosto de 1913, en el Seminario de San Carlos y San Ambrosio. Realizó todos sus estudios en ese seminario, terminando con notas brillantes en 1926.

## Sacerdocio
Fue ordenado sacerdote el 12 de septiembre de 1926.
Durante su sacerdocio en la Arquidiócesis de San Cristóbal de La Habana tubo las siguientes responsabilidades:
- Capellán de Coro en la Santa Iglesia Catedral, nombrado el 25 de noviembre de 1926.
- Teniente de Cura de la parroquia de Nuestra Señora de Monserrate, en 18 de junio de 1927.
- Examinador Sinodal, en 10 de agosto de 1934.
- Capellán de las RR.MM. Ursulinas, en 2 de abril de 1936.
- Administrador de los Bienes de la Iglesia y Colector General de Capellanías, en 29 de abril de 1936.
- Profesor de Historia Eclesiástica, Sociología y Acción Católica del Seminario de San Carlos y San Ambrosio, en 10 de septiembre de 1936.
- Director Nacional de la Pía Unión del Clero, en 19 de julio de 1937.
- Censor Eclesiástico, en 5 de noviembre de 1937.
- Canónigo de Gracia, en 7 de enero de 1938.
- Párroco interino de la iglesia del Santo Ángel, en 15 de febrero de 1939.
- Vicerrector del Seminario de San Carlos y San Ambrosio, en 11 de abril de 1939.
- Capellán del Sagrado Corazón de Tejadillo, en 17 de abril de 1939.

## Episcopado
Fue elegido obispo de Pinar del Río el 26 de diciembre de 1941 por el Papa Pío XII, y consagrado el 1 de marzo de 1942 en la catedral de Pinar del Río por Mons. Giorgio Joseph Caruana, arzobispo titular de Sebaste, nuncio apostólico en Cuba asistido por Mons. Enrique Pérez Serantes, obispo de Camagüey y por Juan Alberto de la Merced Martín y Villaverde, obispo de Matanzas. 
Fue trasladado a la sede titular de Lamdia y nombrado auxiliar del Cardenal Manuel Arteaga Betancourt, arzobispo de La Habana, y administrador apostólico ad nutum Sanctae Sedis el 21 de marzo de 1959. En esa misma fecha fue nombrado administrador apostólico de Pinar del Río y permaneció en este cargo hasta el 16 de enero de 1960. Promovido a la sede arzobispal titular de Petra di Palestina y nombrado coadjutor sedis datus de La Habana el 14 de noviembre de 1959. Participó en el Congreso Católico Nacional celebrado en La Habana los días 28 y 29 de noviembre de 1959. Fue arrestado por unos días en abril de 1961, durante la invasión de Playa Girón. El 4 de agosto de 1961 le fue dado el derecho a sucesión al gobierno de la archidiócesis, sucedió como arzobispo de La Habana el 21 de marzo de 1963 al morir el Cardenal Arteaga. El 10 de abril de 1969 firmó el comunicado conjunto del Episcopado Cubano en el que se pedía el levantamiento del bloqueo económico impuesto por Estados Unidos contra Cuba.
Renunció al gobierno pastoral de la archidiócesis de La Habana y fue trasladado a la sede arzobispal titular de Celene el 26 de enero de 1970. Renunció a la sede titular y asumió el título de arzobispo emérito de La Habana el 26 de noviembre de 1970.

### Muerte
Muere el 21 de julio de 1984, en La Habana. Su cadáver estuvo expuesto en la catedral y después de la misa de resurrección fue sepultado en la Necrópolis de Cristóbal Colón de La Habana.
| Predecesor: Manuel Arteaga y Betancourt | Arzobispo de La Habana 1963 - 1970 | Sucesor: Francisco Ricardo Oves Fernández |